# حسن ابراهیم ساغر
حسن ابراهیم ساغر (انگلیسی: Hassan Ibrahim Saqer؛ زاده ۱۹ اکتبر ۱۹۹۰) یک بازیکن فوتبال اهل امارات متحده عربی است.
وی همچنین در تیم ملی فوتبال امارات متحده عربی بازی کرده‌است.